# دریامرد
دریامرد موجودی افسانه‌ای و معادل مرد برای پری دریایی است. این جانور افسانه‌ای از کمر به بالا اندامِ انسان را دارد و از کمر به پایین مانند ماهی است.
برخلاف پری دریایی که در افسانه‌ها موجودی زیبا توصیف شده، دریامرد، با چهره‌ای نچسب و نازیبا وصف شده‌است البته در سال‌های گذشته روند تغییر کرده و داستان‌هایی از دریامرد گفته شده که ظاهر نازیبای آن را تغییر داده و مانند پری دریایی زیبا و جذاب جلوه داده شده‌است.
در کتب عربی کهن مثل «حیاة الحیوان» دُمیری به آن «شیخ البحر» (شیخ یا پیر دریایی) گفته می‌شود.

## افسانه

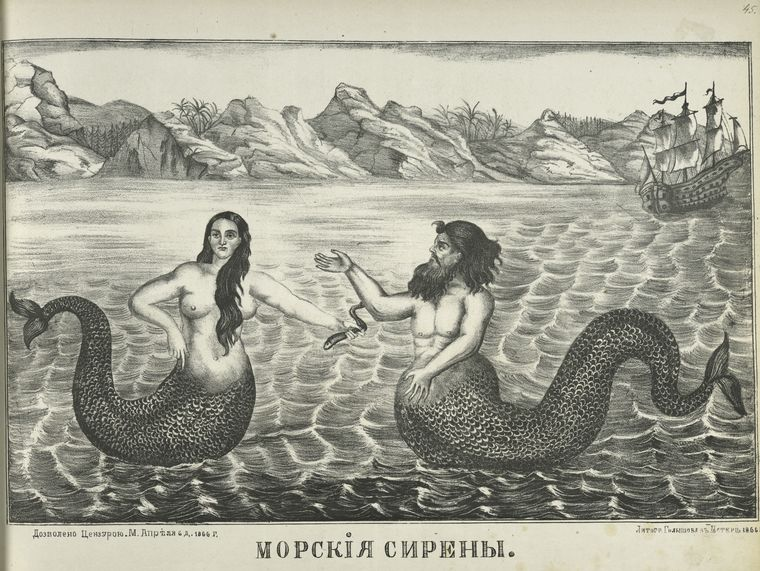
دریامرد موجودی افسانه ای است با بالا تنه انسانی و پایین تنه ای همچون ماهی

در افسانه‌های یونان، دریامرد با موهایی از جنس جلبک دریایی، ریش و یک نیزهٔ سه شاخ وصف شده‌است. در افسانه‌های ایرلندی، دریامرد موجودی بسیار زشت با دندان‌ها، پوست و موی سبز است، بینی آن سرخ است و چشمانی باریک دارد. در اروپای قرون وسطی گاهی دریامردها را عامل ایجاد طوفان‌های سهمگین و غرق شدن کشتی‌ها می‌دانستند.
در افسانه‌های فنلاندی، دریامرد مردی ریش‌دار، نیرومند و جادویی است که یک دم بزرگ مانند ماهی دارد، می‌تواند بیماری‌ها را برطرف کند، نفرین را از افراد دور کند و محلول‌ها و عرقیات جادویی درست کند. البته گاهی با کنجکاوی زیاد نسبت به آدم‌ها ممکن است ناخواسته به آنها آسیب بزند. در افسانه‌های اهالی آمازون موجودی به نام بوتو یا انکانتادو مانند دریامرد و پری دریایی توصیف شده که پیرامون رود آمازون زندگی می‌کند که تلاش می‌کند زنان را فریب دهد و آنها را باردار کند. در افسانه‌های چینی باور بر این بود که دریامرد تنها در زمان طوفان به سطح آب می‌آید یا اینکه عامل طوفان خود اوست.

## دریامردان شناخته شده
احتمالاً شناخته‌شده‌ترین دریامرد، تریتون فرزند پوزئیدون و آمفیتریت است. با اینکه آمفیتریت یک دریامرد به دنیا آورد اما خودش و پوزئیدون هیچ‌کدام موجودات دریایی نبودند ولی می‌توانستند زیر آب مانند روی خشکی به آسانی زندگی کنند.
دیگر دریامرد معروف، انکی متعلق به تمدن بابل و سومریان است.
در افسانه‌های یونان گلائوکوس دریامرد مشهور است که به شکل انسان به دنیا آمد و دوران آغازین زندگی خود را به شکل یک ماهیگیر زندگی کرد. او زمانی به دریامرد تبدیل شد که یک ماهی که شکار کرده بود از چمن به داخل دریا پرید او کمی از آن چمن خورد و احساس کرد تمایل زیادی به پریدن داخل دریا دارد، او داخل اقیانوس پرید و هرگز نخواست که به خشکی بازگردد. خدایان دریا که در اطراف بودند صدای مناجات او را شنیدند و او را به یک خدای دریا تبدیل کردند. در افسانه‌ها او به شکل یک مرد آبی-سبز رنگ با اندام ماهی به جای پا توصیف شده‌است.